# Односи Србије и Јемена
Односи Србије и Јемена су инострани односи Републике Србије и Републике Јемена.

## Билатерални односи
Дипломатски односи са Јеменом су успостављени 1957. године.
Амбасада Републике Србије у Граду Кувајт (Кувајт) радно покрива Јемен.

### Економски односи
- У 2020.г. извоз Србије је износио 1,7 милиона УСД, док увоза из Јемена није било.
- У 2019.г. извоз Србије вредео је 1,1 милион УСД, док је увоз био на нивоу статистичке грешке.
- У 2018.г. извоз Србије је износио 448 хиљаде америчких долара, док није забележен увоз из Јемена.[3][4]